# NHKにおける選挙報道
NHK（日本放送協会）における選挙報道（せんきょほうどう）は、国政選挙ならびに都道府県知事選挙といった、注目される選挙の開票状況を伝える報道体制を記す。

## 概説
開票速報はNHKニュース速報として字幕による放送および地方選挙・国会議員補欠選挙での地方局独自編成による特設ニュースによる放送、国政選挙（衆議院総選挙、参議院通常選挙）と統一地方選挙（いわゆる「前半戦」と「後半戦」）で行われる全国向け・長時間編成の放送がある。
当選確実の判定（以下、当確判定）には開票情報のみに頼らない。情勢分析として記者による票読み取材や世論調査の動向分析により投票前の情勢分析を行い、また投票日に出口調査を行うことで、得票率予測並びに議会選挙の獲得議席予測を行う。こうした予測と開票情報を照らし合わせてNHKの当確判定は行われる。
開票速報では、NHKが独自に集計した全国各地の開票情報を反映させるために、ホストコンピューターを核にして情報共有を図る「選挙システム」というコンピュータネットワークを構築しており、選挙システムからデータを出力して原稿の作成や開票情報の画面作成を行う。また、放送だけでなくインターネットにも反映される。
放送では、開票情報や当確判定、候補者並びに政党幹部の最新動向、選挙戦総括などの解説と分析、インタビューや記者会見の模様を放送する。また放送にはローカル放送と全国放送などがある。
地方選挙や国会議員補欠選挙の場合、主にラジオ第1や総合テレビの定時ローカルニュースの中で詳しく報じられる。定時ローカルニュースで伝えきれないと判断している場合、通常編成を差し替えて放送時間の確保を行う。場合によってはニュース速報としての放送や全国向けニュースでも放送する。統一地方選挙では、全国放送を行う。総合テレビの場合、都道府県の知事選・議会議員選挙が集中する前半戦は投票締切時刻に合わせて放送。市町村の首長選挙や議会選挙が行われる後半戦は締切時刻からの放送は行わない。各放送局は独自に編成の組み替えを行う。地方選挙の開票速報はテレビのデータ放送ならびにインターネットのNHKオンラインでも閲覧出来るが、実施しない場合もある。
東京の開票速報本部はNHK放送センターニュースセンターのスタジオ内（NC-B）に設けられる。
2025年7月実施予定の国政選挙（第27回参議院議員通常選挙）からは経費削減を目的として、日本テレビ（NNN）と読売新聞が行った出口調査情報も併せて伝えられる。

### 編成内容
国政選挙では、公示から投票翌日にかけて特別編成を敷く。まず慣例的に、公示日の直前に行われる日本記者クラブ主催の党首討論会を中継。公示日の夜は7時の定時ニュース（『NHKニュース7』）を拡大して各党党首への個別インタビューを放送。投票前日の夜は総合テレビで党首の選挙戦を追ったドキュメンタリーを放送。投票日朝の『日曜討論』は休止する。開票速報の放送に関して、投票日と開票日が異なった場合は投票日の夜に選挙戦をふりかえる特集番組を、開票日に速報番組を放送。即日開票する場合は投票締切時間（1998年以降、20時）より速報番組を編成、全ての当選者が判明するまで終夜放送する。開票速報では環境が整った場合、日曜討論の要領で政党党首へのインタビューを行う。テレビ（総合テレビ・NHK BS1）では開票開始から翌日朝 にかけて、L字型画面、またはその変形となるU字型画面を使って、各党の獲得議席数、最新の当選者情報、関連ニュース（これはティッカーロール表示）を行う。
投票日翌日は『NHKニュースおはよう日本』『ラジオあさいちばん』は選挙関連の内容で構成。総合テレビでは『連続テレビ小説』のあとローカルニュースを挟んで『列島ドキュメント』を放送。夜は総合テレビとラジオ第1で選挙後の政局を問う討論会を同時放送する。尚、これらの放送は国際放送のNHKワールド・ラジオ日本とNHKワールド・プレミアムで同時放送。英語放送のNHKワールドTVと衛星放送のNHK BS1では独自の開票速報を、データ放送ならびにNHKオンラインでも開票速報を閲覧出来る。
2009年より国政選挙・統一地方選挙前半戦では投票締切5分前より放送し、締切までの5分間は議席予測や当確判定の仕組みについての説明を行う。また、NHK大河ドラマは当該日のみ総合テレビでの放送時間を繰り上げて19時10分、または19時15分より放送。
FM放送は、1998年に24時間放送が完全実施されて、2005年以前までは「ラジオ深夜便」のラジオ第1とのサイマル放送となる選挙翌日の1:00-5:00の飛び乗りで同時ネットとしていたが、それ以後は中波の難聴取・混信対策として、原則としてラジオ第1の開票速報開始時間（19:55or20:00）に合わせて、翌日5:00まで 同時放送するようになった。ただし、投票日にFIFAワールドカップ や近代オリンピック との重複が生じた場合はラジオ第1は引き続き選挙速報を行い、スポーツ中継はFM放送で行われる。
Eテレ（教育テレビ）では2020年代前半までは選挙特番を組まずに通常番組を編成していたが、2023年4月の第20回統一地方選挙では総合テレビの開票速報番組の一部を手話通訳付きで放送。2024年10月27日に実施された第50回衆議院議員総選挙では国政選挙としては初めて手話通訳付きで総合テレビの開票速報番組の一部を同時放送した。
衛星放送での選挙報道は2010年参院選までは、BS1は地上波とは別に独自の長時間特番形式による選挙開票速報を展開し、地上波の難視聴対策のために行っていたBS2 の「おはよう日本」も、通常5時飛び乗りのところを、総合テレビと同じ4時半からの同時放送として、7時台前半まで選挙速報を同時放送していたが、テレビのデジタル放送完全移行による中継局整備やケーブルテレビでの配信、更には期間限定開局の衛星のセーフティーネットによる補完放送（総合テレビ=BS291　難視聴地域に該当する地区のみ）が行われるなどの難視聴対策改善が進んだことから、デジタル完全移行後最初の選挙に当たる2012年の衆院選以後、BS独自での長時間速報とはせず、22-23時台を中心に、平日の「ワールドWaveトゥナイト→国際報道2014」のフォーマットを準用 した特番のみ行っている（ただしL字型画面は通常番組中にも挿入する形で放送している）。

## 初期の開票速報
1928年の第16回衆議院議員総選挙の際に、ラジオの臨時ニュースや特設ニュースの形式で選挙結果が報じられたという。
ラジオ第1で開票速報が選挙特別番組として最初に行われたのは1946年4月の第22回衆議院議員総選挙のときである。この選挙では投票日翌日の4月11日の午後0時15分に行われた第1回開票速報を放送したのを皮切りに、13日の午後6時30分まで計23回にわたって開票速報の時間が設けられ、候補者別の得票状況や党派別当選者数を報じた。1949年1月の第24回衆議院議員総選挙では、東京と全国7か所の中央放送局を結んだリレー方式で開票速報が行われ、北は札幌から南は熊本まで各管内の開票状況が伝えられた。このときまでは選挙管理委員会の発表に基づいて開票速報が行われていた。
1952年の第25回衆議院議員総選挙から、NHKの自主取材に基づく開票速報となった。全国の放送局に放送記者が配置され取材網が整備されたことや、民放ラジオが新聞社との提携で開票速報に力を入れ始めていたことが背景にある。この時の開票速報では、大都市全ての開票所、小都市の選挙管理委員会、郡部では地方事務所に、それぞれ取材要員を配置した。そして東京ではスタジオに開票速報本部を設置し、アルバイトを含め180名余のスタッフを動員し、開票所からの報告をそろばんで集計して当確判定が行われた。
総合テレビでの開票速報が初めて行われたのは1955年2月の第27回衆議院議員総選挙 で、投票日当日の午後10時から12時までと、翌日の午前8時から午後7時まで、正午の定時ニュースを除いて、13時間にわたって行われた。この時の開票速報はラジオでも同時に行われていた速報の音声をそのまま流す方式で実施され、ラジオで候補者と開票数のアナウンスが行われるのに併せて、表に書かれた候補者氏名を棒で示して、その経過を伝えた。翌年の第4回参議院議員通常選挙では、あらかじめ用意した空欄のある表に、スタッフがフェルトペンで数字を逐次書き込んだものを撮影する方式がとられた。
1958年の第28回衆議院議員総選挙での開票速報に際しては、証券取引所で出来値表示に使用されていた回転式数字表示器 を採用して、視覚的・効率的に開票速報を行うことが可能になった。
開票速報の際にコンピューターを活用した得票数予測をするようになったのは1962年の第6回参議院議員通常選挙からで、1967年の第31回衆議院議員総選挙においては、番組制作共通システム「NHK-TOPICS」と上記の回転式表示器を連動させた装置を導入。これによって、懸案となっていたテレビとラジオの開票速報分離が実現した。1968年の第8回参議院議員通常選挙では、回転式表示器に代わって電子式文字表示装置「JAM」を導入。画面の瞬時切り替えに加え、得票予測や議席比率などのグラフ表示が可能となった。

## 2005年衆議院議員総選挙の放送事例
- 総合テレビ、BSハイビジョンテレビ、BS第1テレビ、ラジオ第1、FMラジオ、NHKワールドTV、国際放送・ラジオ日本の各チャンネルを使用し、2005年（平成17年）9月11日20:00から12日5:00（総合テレビとハイビジョンテレビは4:30まで）まで放送した。（テレビの副音声では英語放送　ローカル放送時はBS・NHKワールドと関東地方以外は英語放送無しだが副音声の多重放送信号はそのまま流れた）
- テレビのうち総合テレビ、ハイビジョンテレビ、NHKワールドTV(プレミアムも含む）はそれぞれ同内容[注 9]。BS第1テレビはそれらとは別内容。
- ラジオは各チャンネル共通の同内容。
- テレビジョン（BS第1除く）司会：畠山智之、武田真一　（首都圏の開票速報は真下貴が担当）
- テレビジョン（BS第1）司会：伊藤博英
- ラジオ司会：山田敦子、福井慎二
- ラジオ解説：政治部・安達宜正、二瓶泰明、社会部・寒川由美子

視聴率は午後8時台で20.3%、午後9時台で18.9%とトップだった。

### 関連番組
- 総合テレビ『衆院選2005　列島ドキュメント』（12日8:30-10:00）
- 総合テレビ、ラジオ第1『NHKスペシャル・徹底討論　有権者の審判にどうこたえるか』（12日19:30-21:00　テレビ・ラジオ同時）

## 2007統一地方選挙の放送事例
- 総合テレビ、BS第1テレビ、ラジオ第1、NHKワールドTV、NHKワールド･プレミアム、NHKワールド・ラジオ日本の各チャンネルで、2007年（平成19年）4月8日20:00から9日1:00まで放送された。また、4月22日の21:00から24:00にも放送された。
- 総合テレビの放送は各地域別での放送（4月22日は地上波も全ての地域が一部時間帯を除き東京からの放送）。
- テレビは全チャンネル同内容である（BS1、NHKワールドは総合テレビ関東地方ローカルの開票速報も含めてすべて東京からの放送）。衆議院総選挙･参議院通常選挙とは異なり副音声英語による2か国語放送は行われない。
- テレビの画面下に｢統一地方選　NHK 開票速報」（4月22日は｢統一補選　NHK(その下に)開票速報　統一地方選」）のテロップが表示されるが、これは当選確実となった候補者などの速報テロップを表示するためにスペースを設けている（町長、村長の当選確実者は総合テレビのみ表示）。NHKワールドではこのテロップは一切非表示であった。
- テレビ国際放送では途中、10分間の英語ニュースをはさんで放送（正時10分前で番組の途中で飛び降りとなり、英語ニュース終了後は飛び乗りで再度国内同時放送に戻る）。画面下に断りのテロップを上段は日本語･下段は英語で表示。
- 22:50～23:00[注 10] は定時のニュースと気象情報を放送。速報テロップのスペース確保のためU字型画面で表示された（NHKワールドは速報テロップの表示は無いものの、U字型画面はそのまま表示）。総合テレビ（アナログ放送）では地域により「コ」の形をした画面で開票状況を伝えた。
- ラジオはラジオ第1･国際放送ともに同内容であるが、（ラジオセンター131スタジオからの放送）ラジオ第1も各地域別での放送となっている。ラジオ国際放送は東京発のものを放送。
- キャスター（東京発放送分から）
  - テレビ 畠山智之、登坂淳一
    - 解説　4月8日放送分　小池英夫（政治部記者。現・政治部長）、菅井賢治（社会部記者）　4月22日放送分　安達宜正（政治部記者）

  - ラジオ 伊藤博英
- その他、デジタル総合テレビ･BSハイビジョンのデータ放送、インターネット、携帯サイトでも行われた。

## 2007年参議院議員通常選挙の放送事例

### 概要
- 総合テレビ、BS-1、ラジオ第1、FM、NHKワールドTV、国際放送・ラジオ日本の各チャンネルを使用し、2007年7月29日20:00から翌30日4：30まで（BS-1は7：15まで）放送された。BSハイビジョンでは、2006年内でニュース番組の放送が災害･地震･津波などの緊急報道を除いて打ち切られていることから放送されず、データ放送のみ実施。
- テレビのうち総合テレビ、NHKワールドTV（プレミアムも含む）は同内容となっているが、総合テレビでは各地域ごとの開票速報に切り替わる時間帯があるほか、NHKワールドTVは随時、総合テレビが首都圏ローカルの開票速報を放送している間、独自制作による英語での選挙開票速報も数分間放送される。ラジオはラジオ第1・FMのローカル枠を除き各チャンネル共通の同内容となる。BS-1は独自制作（一部時間帯で総合テレビ同時放送あり）となっている。
- 総合テレビ、NHKワールドは2か国語放送を実施するが、総合テレビ、NHKワールド･プレミアムは日本語主音声･英語副音声。NHKワールドTVは英語主音声･日本語副音声となっている。総合テレビではローカル枠放送時は関東地方・NHKワールドを除いて英語放送は行われない。
- 北海道の一部を除き全都道府県で地上デジタルテレビジョン放送が開始されてから初めての大型国政選挙である。そのため、総合テレビではデータ放送を活用した開票速報となる。
- 画面下では速報テロップとして当選者または当選確実者のテロップが表示され、各党の獲得議席の数が表示される。今回はNHKワールドでもそのまま速報テロップが表示されているが、国際放送独自制作放送の部分は表示なしとなっている。国内同時放送部分でも一部英語の字幕テロップを表示している。
- NHKのインターネット特別サイトでも最新の開票速報が提供される（外部リンク参照）。

### キャスター

#### 東京本部担当
- テレビ
  - 総合テレビ・NHKワールド（日本国内同時放送分）
    - 20時～2時
      - 進行：畠山智之、塚原愛、登坂淳一、兼清麻美
      - 解説：小池英夫（政治部 現・政治部長）山下毅（政治部 現・デスク）影山日出夫（解説委員・元政治部）ほか

    - 3時～4時半
      - 進行：野村正育、内藤啓史

  - BS-1
    - 進行：岡野暁、伊藤健三（深夜）
    - 解説：島田敏男（解説委員・元政治部）

  - NHKワールドTV（国際放送 英語放送独自制作分）
    - 進行：福島優子（「News Today　30Minutes」キャスター）
    - 解説：中島将誉（なかじままさよ 国際放送局･政治担当 以前は報道局政治部記者、アメリカ総局などに在籍していた。報道局政治部記者時代、2004年の小泉純一郎総理大臣の2度目の北朝鮮訪問の際、同行取材に関わっていた1人でもある。）
- ラジオ（全波共通）
  - 伊藤博英

#### 各局担当
| ブロック     | 担当者 （放送局）は勤務局、Tはテレビ担当、Rはラジオ担当     |
| ------------ | ----------------------------------------------------------- |
| 北海道・東北 | 佐藤龍文T（札幌）、堀伸浩R（札幌）、（仙台）、              |
| 関東・甲信越 | 関口泰雅T（長野）、池田達郎T（首都圏）、兼清麻美T（首都圏） |
| 東海・北陸   | （名古屋）、                                                |
| 関西         | 秋野由美子（大阪）、今城和久（神戸）                        |
| 中国         | （広島）、芳川隆一T（岡山）、中村淳平R（岡山）              |
| 四国         | （松山）、                                                  |
| 九州・沖縄   | 山下信T（福岡）、武田真一（沖縄）                           |

### 関連番組
※放送時間は日本時間。
- 総合テレビ、NHKワールドTV、NHKワールド・プレミアム『参院選2007　列島ドキュメント』（30日2:00～3:00、8:30～10:00）
- 総合テレビ、NHKワールドTV、NHKワールド・プレミアム、ラジオ第1、NHKワールド・ラジオ日本『討論スペシャル　有権者の審判にどうこたえるか』（30日19:30～21:00　テレビ・ラジオ同時） 司会・山本孝（元解説委員）、高橋美鈴（アナウンサー）

## 2009年東京都議会議員選挙の放送事例
2009年（平成21年）7月12日に投開票が行われた東京都議会議員選挙は、地方選挙であったにもかかわらず、日程的に第45回衆議院議員総選挙前最後の大型地方選挙となったことから、本来の「首都圏ローカル」枠をはみ出し、全国に向けて放送された。
放送時間
- 20:45-20:55　通常全国ニュースを選挙速報に差し替え
- 20:55-21:50　本来の首都圏ローカル（他地域はニュース→賞受賞記念NHKスペシャル『激流中国』アンコール）
- 21:50-22:00　全国向け放送
- 22:00-22:30　サンデースポーツ、選挙速報は首都圏のみ字幕などで対応
- 22:30-23:30　全国向け放送
- 23:30-翌0:15　通常編成、ニュースは拡大（首都圏とNHKワールド・プレミアムでは当選確実者のテロップを表示）
- 翌0:15-翌1:00　本来の首都圏ローカル

担当アナウンサー
- 武田真一（全国版進行）
- 池田達郎（ローカル版進行）
- 登坂淳一、小郷知子（開票速報担当）

## 2009年衆議院議員総選挙の放送事例

### 概要
衆議院は、2009年（平成21年）7月21日に解散され、同年中に必ず行われることとなっていた第45回衆議院議員総選挙は、同日の閣議において、8月18日公示、30日投開票の日程が決まった。
当日は、総合テレビジョン、BS-1、ラジオ第1を中心にして今回は衆議院選挙への世間の関心度が高いことを考慮して、初めて投票締め切り5分前の19時55分から翌朝4時にかけて、連続して開票速報が編成されることが8月21日に発表された。これに伴い、総合テレビでは、通常20時から放送されている大河ドラマ『天地人』第35回は、19:10に開始を繰り上げて放送される。また、『サンデースポーツ』『サラリーマンNEO』など、21時以降の通常番組は休止される。

### 放送時間と題名
- 総合テレビ 19:55-翌03:00　『衆院選2009開票速報』
- BS1 19:55-翌07:15「BS衆議院選開票速報 -第45回衆議院議員総選挙-」
- ラジオ第1・FM（同時放送）19:55-翌5:00（ラジオ深夜便は休止扱い）

放送時間(地上波)
- 19:55-20:50　全国向け放送
- 20:50-21:00　各地域のローカル放送
- 21:00-21:50　全国向け放送
- 21:50-22:00　各地域のローカル放送
- 22:00-22:50　全国向け放送
- 22:50-23:00　各地域のローカル放送
- 23:00-23:45　全国向け放送
- 23:45-翌0:00　各地域のローカル放送
- 翌0:00-0:45　全国向け放送（うち0:40～0:45はNHKニュース）
- 0:45-0:49　各地域のローカル放送（予定では1時までだったが、民主党の会見を放送する都合で中断となった）
- 0:49-1:45　全国向け放送
- 1:45-2:00　各地域のローカル放送
- 2:00-2:30　全国向け放送
- 2:30-3:00　各地域のローカル放送
- 3:00-4:30　全国向け放送

- 冒頭の5分は、当選確実速報の発表の根拠やアナウンサー紹介、画面の見方、投票率の情報などを19時59分52秒まで紹介、8時ちょうどに出口調査の結果を発表するようにアニメーション映像を8秒ずらして放送した。
- 放送時は台風11号が関東地方へ接近していたため、番組内でも随時台風情報が放送された。また、午前1時前には東北・関東で揺れを観測する地震があったため、1時45分からの首都圏向け放送時に情報を伝えた。

### キャスター

#### 東京本部担当
総合テレビ、NHKワールド・プレミアム（日本国内同時放送分）
全体進行の武田が担当番組のブログで触れたほか、NHKからも番宣などで発表されている。
- 全体進行
  - 武田真一（開票速報 20時〜翌3時）
  - 藤井彩子（開票速報 翌3時〜4時30分、列島リレー。NHKワールド・プレミアムは別番組）
- サブキャスター
小郷以外は概ね翌1時ごろ交替。
  - 小郷知子（情勢分析）
  - 登坂淳一、横尾泰輔（小選挙区開票速報）
  - 秋野由美子、中野純一（比例区開票速報）

BS-1
- アンカー：岡野暁
- サブキャスター：森山春香（アナウンサー）、平尾由希（衛星局契約キャスター）

NHKワールドTV（英語放送）
- 未発表

ラジオ第1、FM、NHKワールド・ラジオ日本
- 未発表だが、NHKきょうのニュース、NHKジャーナル、私も一言!夕方ニュースの各番組担当キャスターが中心

#### 各局担当
地域開票速報スタジオ進行・全国放送における比例ブロック速報等を担当するキャスターに限る。
| ブロック     | 担当者 （放送局）は勤務局、Tはテレビ担当、Rはラジオ担当   |
| ------------ | --------------------------------------------------------- |
| 北海道・東北 | 赤松俊理（札幌T）、坂本朋彦（仙台T）                      |
| 関東・甲信越 | 池田達郎（東京T）、滝島雅子（東京T）                      |
| 東海・北陸   | 村竹勝司（名古屋T）                                       |
| 近畿         | 真下貴（大阪T）                                           |
| 中国・四国   | 出山知樹（広島T）、芳川隆一（岡山T）、芳賀健太郎（高松T） |
| 九州・沖縄   | 松尾剛（福岡T）、有田雅明（熊本T）、原口雅臣（宮崎T）     |

### 関連番組
衆院選2009開票速報・列島リレー
総合テレビ　2009年8月31日 3:00-4:30
衆院選2009・列島ドキュメント
総合テレビ　2009年8月31日 8:30-10:00

## 2010年参議院議員選挙の放送事例
第22回参議院議員通常選挙の執行に伴い編成。当日は深夜に2010 FIFAワールドカップ・決勝が放送される予定だったが、選挙実施に伴い総合テレビの中継は教育テレビにて、ラジオ第1の中継はFM放送にてそれぞれ振替放送された。
放送終了後NHKオンデマンドで見逃し番組サービスとして7月25日までの2週間、配信される（ただし、放送内容は関東地方のものとなる。）。
総合テレビ、NHKワールド・プレミアムでの編成は次の通り。
| 開始時刻   | 番組 |
| ---------- | --- |
| 19:00      | NHKニュース7（短縮） |
| 19:10      | 龍馬伝(28)「武市の夢」 |
| 19:54.30   | 参院選2010開票速報（終夜放送） ※NHKワールド・プレミアムは7/12の2:00(JST)で途中飛び降り、4:30まで別番組差し替え（総合テレビでは列島ドキュメントを放送）。 |
| 7/12 04:30 | NHKニュースおはよう日本 |

最初の5分半は、その後の開票速報をどのように進めていくかを東京のスタジオ担当者が説明する。また、テレビのデジタル化などに伴い、データ放送やインターネットサイトでの開票速報の見方なども併せて解説される。そして投票が締め切られる20時に、NHKとしての各党別獲得議席数の予想を発表する。その後の編成は各放送局ごとに任されるが、以下の各放送局については母局（右側）連動となる。ただし、水戸局・関西・東海エリアは開票状況により府県単位で放送する場合もある。
- 函館、旭川、帯広、釧路、北見、室蘭…札幌
- 水戸…東京
- 津、岐阜…名古屋
- 京都、神戸、和歌山、奈良、大津…大阪
- 北九州…福岡

### 放送時間と題名
- 総合テレビ、NHKワールド・プレミアム（同時放送） 19:55 - 翌2:00『参院選2010開票速報』
- BS1 19:55 - 翌7:00『BS2010参院選開票速報 -第22回参議院議員通常選挙-』
- ラジオ第1、FM、NHKワールド・ラジオ日本（同時放送）19:55 - 翌5:00『参院選2010開票速報』（ラジオ深夜便は休止扱い。FMは、2010 FIFAワールドカップ・決勝戦を放送するため、翌3:20飛び降り。）

### スタジオ担当者
「G」は総合テレビ、「B」はBS 1。総合テレビは『NHKニュース7』や18時台地域ニュースなどの担当者が進行。予告スポットには、武田と小郷が出演した。
| 地域ブロック等 | テレビ担当者 | ラジオ担当者                                         |
| -------------- | --- | ---------------------------------------------------- |
| 全国（比例）   | G 1955-翌2:00 武田真一（全体進行）、小郷知子（サブ）、 横尾泰輔、佐藤龍文（以上選挙区まとめ）、 秋野由美子、高瀬耕造（以上比例区速報） G 翌200-翌4:30（ドキュメント番組内） 久保田祐佳、出山知樹（開票速報担当） B 岡野暁（翌2:00まで）、原田裕和（翌2:00から5:00）、山田賢治（翌6:00） | 山口勝（全体進行）、伊藤博英（深夜時間帯の全体進行） |
| 北海道・東北   | 登坂淳一（札幌）、谷地健吾（仙台） | 増子有人（札幌）                                     |
| 関東・甲信越   | 池田達郎、松村正代（首都圏） |                                                      |
| 東海・北陸     | 村竹勝司（名古屋）、 |                                                      |
| 関西           | 真下貴（大阪） |                                                      |
| 中国・四国     | 伊東敏恵（広島）、？（松山）、中野淳（高松） |                                                      |
| 九州・沖縄     | 松尾剛（福岡）、土橋大記（沖縄） |                                                      |

### 関連番組
- 参院選2010開票速報 列島ドキュメント

総合テレビ　2010年7月12日 2:00 - 4:30
- 2010参院選 列島ドキュメント

総合テレビ、NHKワールド・プレミアム　2010年7月12日 8:30 - 10:00

## 2011統一地方選挙の放送事例
- 2011年4月10日と24日の「2011統一地方選挙」の放送体制ではこれまでの選挙開票速報とは異なり、テレビでは総合テレビのみ、ラジオではラジオ第1のみで放送され、国内放送波同士のサイマル放送は行なわれないこととなった（これまで放送していたBS1やFM放送も通常番組を放送するため。BS1では10日23:30～24:00と翌11日の0:50～1:20にNHK BSニュースを拡大して放送するにとどまった）。データ放送（デジタル総合テレビおよびBS1）、インターネットでも情報が伝えられる。なお、NHKワールドでは従来どおり国内放送波とのサイマル放送が行われた（NHKワールド・プレミアムは総合テレビと、NHKワールド・ラジオ日本はラジオ第1とそれぞれサイマル放送を行う。どちらも関東地方と同一内容である）。10日の放送は東日本大震災・原発関連のニュースも随時挟みながら19:55～翌11日2:15に放送。24日の放送は衆議院愛知6区の補欠選挙関連も含めて21:00～24:00に放送（テレビ・ラジオとも同じ）。両日とも地域により地元地域の開票速報の差し替えも行なわれた（全国放送終了後も各局任意で差し替えが行なわれたため、終了した地域から順次、途中飛び乗りで映像散歩やラジオ深夜便の放送に入った）。4月10日放送分の当選確実の速報テロップは知事選挙と政令都市の市長選挙は全国共通で流されるが、各県議会議員選挙は各局ごとで内容が異なる。4月24日放送分の当選確実の速報テロップは市長・東京都各区長選挙は全国共通で流されるが、町長・村長選挙は各局ごとで内容が異なる。

- メインキャスター（東京送出分）
  - テレビ:武田真一
  - ラジオ:山口勝
- サブキャスター（東京送出分）
  - テレビ:小郷知子
  - ラジオ:鹿野睦

## 2012年衆議院議員総選挙の放送事例

### 概要
衆議院は、2012年（平成24年）11月16日に解散され、第46回衆議院議員総選挙が12月4日公示・16日投開票の日程となった。
日本国内におけるテレビ放送の完全デジタル化およびNHKネットラジオ らじる★らじるが開始してからは初めての大型国政選挙となる。この日は東京都知事選挙も同時に実施される。BS1ではこれまで地上波とは別に独自で衆議院議員総選挙および参議院通常選挙の開票速報番組を編成していたが、今回からテレビ放送における開票速報番組は総合テレビ（サイマル放送されるNHKワールド・プレミアムを含む）の放送に一本化され、BS1の放送では関連の討論番組に重点を置くことになった。なお、BS1でも通常番組を行いつつ、L字型画面とほぼ同じ形態にした上で地上波と同じフォーマットの当選確実者及び獲得議席数の速報テロップを表示した。
NHKオンデマンドでも見逃し番組サービスとして開票速報本編（首都圏ローカルを含めて全編東京発）が12月23日まで、関連番組の列島ドキュメントは12月31日まで配信される。

### 放送時間と題名
- 総合テレビ、NHKワールド・プレミアム（同時放送） 19:55 - 翌4:30『衆院選2012開票速報』（NHKワールド・プレミアムは翌3:00飛び降り）

※北海道地方では『衆院選2012北海道 開票速報』とEPG表記されている。
- ラジオ第1、FM、NHKワールド・ラジオ日本（同時放送）19:55 - 翌5:00『衆院選2012開票速報』（ラジオ深夜便は休止扱い。NHKネットラジオ らじる★らじるでもラジオ第1の関東広域放送、FMの東京都域放送とそれぞれ同内容で同時配信）

※そのほか、NHKワールドTVでは実質「NHK NEWSLINE」の時間枠を拡大し、「ELECTION SPECIAL JAPAN DECIDE」のタイトルで独自の開票速報番組を放送。

### キャスター

#### 東京本部担当
総合テレビ、NHKワールド・プレミアム（日本国内同時放送分）
全体進行の武田が担当番組のブログで触れている。
- 全体進行
  - 武田真一（開票速報 19時55分〜翌3時）
  - 小郷知子（開票速報 翌3時〜4時30分、列島リレー。NHKワールド・プレミアムは別番組）
- サブキャスター（守本以外は翌1時ごろに交代）
  - 守本奈実（情勢分析）
  - 高瀬耕造、井上二郎（小選挙区開票速報）
  - 久保田祐佳、佐藤龍文（比例区開票速報）

NHKワールドTV（英語放送）
- 「NHK NEWSLINE」のキャスターの担当が中心（未発表）。

ラジオ第1、FM、NHKワールド・ラジオ日本
全体進行の出山がラジオ第1のブログ『「音声」で伝える開票速報』の中で触れている。
- 19:55～23:55
  - 出山知樹（全体進行）
  - 渡邊佐和子（当確情報）
  - 近田雄一（注目選挙区開票状況）
  - 金子哲也（比例代表開票状況）
  - 解説:太田真嗣（解説委員）、矢島豊（社会部記者）
- 0:00～5:00
  - 坂本朋彦（全体進行）
  - 鹿野睦（注目選挙区開票状況）
  - 兼清麻美（比例代表開票状況）
  - 解説:神志名泰裕（解説委員）

### 関連番組
- 2012衆院選「討論 日本の選択 世界はこう見る」（BS1 23:00 - 翌0:55）

キャスター:傍田賢治、鎌倉千秋、島田敏男（解説委員）
ワールドWaveトゥナイトのフォーマットを活かしたスピンオフの内容
- 衆院選2012 列島ドキュメント（総合テレビ、NHKワールド・プレミアム 12月17日 8:35 - 10:00）

キャスター:小野文惠 解説:安達宜正（解説委員）

## 2013年東京都議会議員選挙の放送事例

### 概要
2013年（平成25年）6月23日に投開票が行われた東京都議会議員選挙は、地方選挙であったにもかかわらず、日程的に第23回参議院議員通常選挙前最後の大型地方選挙となったことから、前回都議会議員選挙同様全国に向けて放送された。

### 放送時間
総合テレビ
- 20:45-21:00　通常全国ニュースを開票速報に差し替えて全国向け放送
- 21:00-21:50　首都圏向けに開票速報、担当アナウンサーは全国向けと同じ

　（他地域はNHKスペシャル『大海原の決闘！クジラ対シャチ』アンコール）
- 21:50-22:00　ニュース・気象情報
- 22:00-22:05　全国向け放送
- 22:05-22:30　サンデースポーツ、選挙速報は首都圏のみ字幕などで対応
- 22:30-22:50　全国向け放送
- 22:50-23:00　ニュース・気象情報
- 23:00-翌0:00　全国向け放送
- 翌0:00-翌0:05　ニュース・気象情報
- 翌0:05-翌0:50　首都圏向け全選挙区の開票結果（キャスター交代）　

ラジオ第1
- 20:45-21:00　全国向け放送
- 21:00-21:55　首都圏向け放送

　（他地域およびらじる★らじるではwktkラヂオ学園を放送）
- 21:55-22:10　ニュース・天気予報・スポーツニュース
- 22:10-22:30　首都圏向け放送

　（他地域およびらじる★らじるではwktkラヂオ学園を放送）
- 22:30-翌0:00 全国向け放送
- 翌0:00-翌0:10　ニュース・スポーツニュース
- 翌0:10-翌1:12　首都圏向け全選挙区の開票結果（他地域ではラジオ深夜便を放送）
- 翌1:12-　通常放送（ラジオ深夜便に飛び乗り）

### キャスター
総合テレビ
- 20:45-翌0:00
  - 武田真一（全体進行）
  - 松村正代（情勢分析）
  - 佐藤龍文（開票状況）
- 翌0:05-翌0:50
  - 村竹勝司（全体進行）
  - 片山千恵子（開票状況）

ラジオ第1
- 20:45-翌1:12
  - 出山知樹（全体進行）
  - 一柳亜矢子（当確情報-0:00まで）
  - 高井正智（開票状況）

## 補足
- 統一地方選挙実施時以外の都道府県知事選挙については、当選確実のニュース速報をテロップ表示することもある。また、地方自治体の首長選挙についても、該当地域の放送局では開票速報や当確速報をテロップ表示することがある。なお、NHKワールドでは通常はニュース速報のテロップは一切表示されていない（国内放送送出回線とは別系統の回線を使用）が、この時に限ってはデジタル総合テレビ（東京送出）の映像をそのまま流すためニュース速報のテロップもそのまま表示される（関東地方の気象警報、地震情報なども含む）。
- 2007年（平成19年）8月にはミニ番組「今日も、どこかで、NHK」で参議院通常選挙開票速報が放送されるまでの裏側（取材の様子、番組制作、統括デスクのインタビューなど）が紹介された。
- NHKワールド・プレミアムは2008年（平成20年）9月29日からニュース･情報番組を中心にノンスクランブル放送を開始したため、この選挙開票速報もニュース･情報番組にあたることから2009年東京都議会議員選挙以降の開票速報はノンスクランブル放送となっている。
- 大型国政選挙開催日は総合、BS-2、ラジオ第1で午前9時に同時放送の「日曜討論」はこの開票特番の諸準備で休止となるが、開票特番の大体23時前後からNHK政治担当解説員（影山日出夫、島田敏男ら）の司会で、各政党・政治団体の党首・代表らを選挙対策本部との中継回線で結ぶ大々的な「党首討論会」が行われる。またこの翌日の19時台後半-20時台にかけても、同様に各政党・政治団体の代表や市民[注 11] らをスタジオに招いて、この選挙の結果を受けて、今後の国政がどのように動くかを徹底的に討論する特番も行われる。